# 德國國防軍陸軍第377步兵師
德國國防軍陸軍第377步兵師（德語：377. Infanterie-Division）是納粹德國國防軍陸軍的一個步兵師。該師於1942年3月組建。
該師組建後，於1942年6月調往東線，此後一直在當地作戰。
該師最後於1943年5月遭受重創後解散。

## 註腳
1. ↑  Mitcham（2007年）